# The Midnight
The Midnight ist eine Retrowave-Band aus Los Angeles, die aus dem Duo Tyler Lyle und Tim McEwan besteht.

## Geschichte
Der in Georgia geborene Sänger und Songwriter Tyler Lyle, der aus einer Folk-Musikerfamilie stammt, lernte den dänischen Produzenten und Songwriter Tim McEwan im Jahre 2012 in Los Angeles kennen. Zusammen gründeten die beiden – inspiriert durch den Film Drive und seine Songs – im gleichen Jahr The Midnight.
Zentraler Leitgedanke ihrer Musik ist der japanische Begriff „mono no aware“ (japanisch 物の哀れ), der eine wehmütige, bisweilen melancholische Reminiszenz an die unbeschwert freien Momente der Kindheit und Jugend beschreibt; dies im Wissen um die Erkenntnis, dass Zeit vergänglich und nicht aufzuhalten ist. Als Teil des Retrowave-Genres in der Interpretation ab 2000 und der sogenannten „New Retro Wave“ – die insbesondere durch das Bestreben gekennzeichnet ist, Melodien sowie Film- und Videospielsoundtracks der 1980er Jahre wieder aufleben zu lassen – kombiniert The Midnight retrofuturistisch Elemente von Synthiepop und House unter anderem mit dem Einsatz von E-Drums und charakteristischen Saxophon-Soli. Tim McEwan beschrieb die Tätigkeit des Duos in der Vergangenheit als „Songschreiben, das durch das Prisma der Nostalgie erfolgt“.
Zwei Jahre nach ihrer Gründung veröffentlichte The Midnight 2014 ihr erstes Album Days of Thunder. Nach dem 2016 veröffentlichten Album Endless Summer, das unter anderem ein Duett mit der US-amerikanischen Sängerin Nikki Flores beinhaltete, folgte 2017 das Album Nocturnal. Letzteres konnte nicht nur bis auf Platz 17 der Billboard-Dance/Electronic-Charts aufsteigen, es hielt sich überdies mehrere Wochen auf der Bestseller-Position des Online-Musikdiensts Bandcamp. Auch dieses Album beinhaltete ein Duett mit Nikki Flores, nebst einem Titel, der in Kollaboration mit dem Retrowave-Künstler Timecop1983 entstand. Am 14. Juli 2017 hielt das Duo seine erste Live-Show ab; innerhalb kurzer Zeit gelang es ihnen, größere Shows mit ähnlichen Künstlern aus dem Genre abzuhalten. Im September 2018 erschien mit Kids ein weiteres Album; Lyle war zu dieser Zeit selbst Vater geworden.
Nach Live-Auftritten im Jahr 2017 und einer Nordamerika-Tour im Jahr 2018 gab The Midnight 2019 weitere Darbietungen in Amerika und Europa bekannt – unter anderem mit Auftritten in Berlin, Hamburg, München, Köln, Wien und Zürich.
2019 trat McEwan in dem Dokumentarfilm The Rise of the Synths auf, der sich mit den Ursprüngen und dem Wachstum des Retrowave-Genres beschäftigt. McEwan trat neben verschiedenen anderen Komponisten aus der Szene auf, darunter John Carpenter, der auch die Hauptrolle in dem Film spielte und ihn erzählte.
2024 kündigte die Band an, dass McEwan sich vom Touren zurückziehen würde, um sich auf die Produktion neuer Musik zu konzentrieren.
2025 geht die Band auf Europa-Tournee. Neben Deutschland (Leipzig, Köln & München) auch in Belgien, Frankreich, Niederlanden, Polen, Spanien, England, Irland sowie Dänemark, Schweden und Finland. Zusätzlich erschien am 21. Februar 2025 ihr neuer Song Love Is an Ocean.

## Weitere Mitglieder und Beteiligte
Oliver McEwans spielte das Synthesizer-Solo auf Kick Drums & Red Wine. Er war Mitkomponist bei Nighthawks und spielte Bass bei Dance With Somebody, Brooklyn, Heartbeat, A Place of Her Own und Avalanche.
Thomas Edinger spielte das Saxophon bei den meisten Studioversionen und ist gelegentlich mit der Band live aufgetreten. Laut McEwan wurden die meisten Saxophon-Parts im Voraus für Edinger geschrieben, einige der Soli wurden jedoch von Edinger improvisiert.
2017 wurde Jesse Molloy rekrutiert, um bei der allerersten Live-Show der Band in San Francisco das Saxophon zu spielen. Er spielte weiterhin bei den meisten Live-Shows der Band bis zum Frühjahr 2022. Molly ist auf den Songs Deep Blue, Because The Night sowie Brooklyn. Freitag. Love am Saxophon zu hören. Zudem schrieb er den Song Good in Red mit. Im Frühling 2022 stieß Justin Klunk zur Tourneebesetzung und ist seither der Hauptsaxophonist der Band. Zusätzlich zum Saxophon spielt er auch Synthesizer.
Während der Herbsttour 2019 wurde die Band durch Lelia Broussard als Gitarristin und Sängerin unterstützt, welche bis dahin als Singer-Songwriterin der Band Jupiter Winter in Erscheinung getreten ist. Sie ist seitdem fester Bestandteil der Tourneebesetzung. Sie wirkte zudem an den Songs Monsters, Heroes und Heart Worth Breaking mit. Im Herbst 2021 stieß auch der Producer und Multi-Instrumentalist von Jupiter Winter, Royce Whittaker, als Gitarrist zur Tourneebesetzung der Band dazu. Whittaker war zudem in diversen Rollen an der Produktion des Albums Heroes beteiligt, unter anderem als Co-Songwriter und Co-Produzent.

## Diskografie
Studio-Alben
- Endless Summer (2016)
- Nocturnal (2017)
- Kids (2018)
- Monsters (2020)
- Heroes (2022)

EP's
- Days of Thunder (2014)
- Horror Show (2020)
- The Rearview Mirror (2021)

Singles

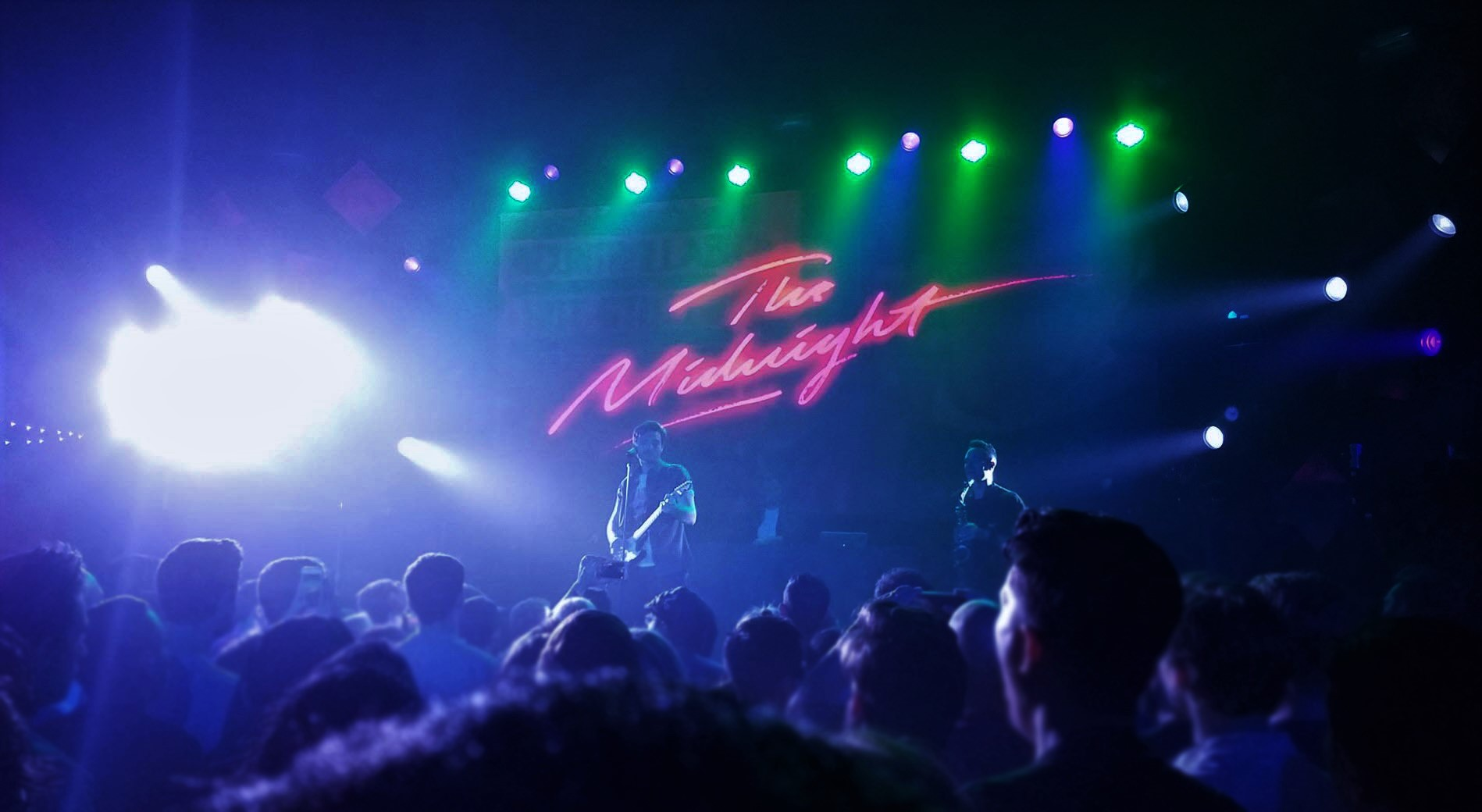
The Midnight bei einem ihrer Auftritte im The Globe Theatre, Los Angeles, 2017

- Sometimes She Smiles (2019, "Vehlinggo Presents: 5 Years")
- C O L D P I Z Z A (2021, YouTube exklusiv)
- Land Locked Heart (2023, Soundtrack "Road 96 Mile 0" Video Game)
- Chariot (2024)
- Love Is an Ocean (2025)

Weitere Veröffentlichungen
- Days of Thunder (The Instrumentals) (2014, EP)
- Endless Summer (The Instrumentals) (2016)
- The Midnight Remixed 01 (2017)
- The Midnight Remixed 02 (2019)
- Horror Show (The Instrumentals) (2020, EP)
- Heroes (Instrumentals) (2022)
- Red, White and Bruised: The Midnight Live (2023)